# Wat Chang Rop (Kamphaeng Phet)

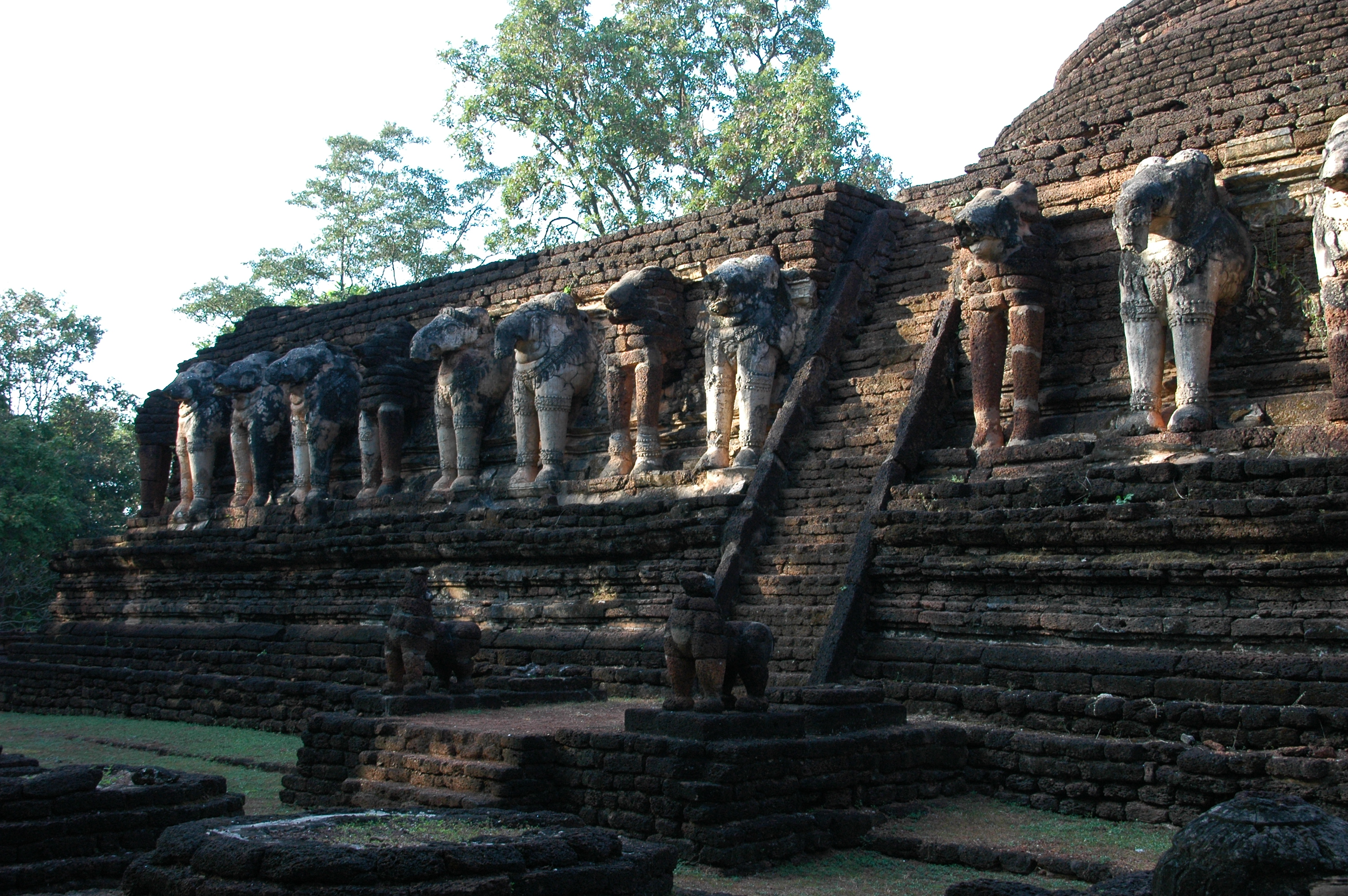
Wat Chang Rop

Der Wat Chang Rop (thailändisch วัด ช้างรอบ, „Von Elefanten umgebener Tempel“, alternative Schreibweise: Wat Chang Rob) ist eine buddhistische Tempelanlage (Wat) in Kamphaeng Phet.

## Lage
Wat Chang Rop liegt auf einem Hügel in nordwestlicher Richtung außerhalb der Stadtmauern der Altstadt von Kamphaeng Phet. Er gehört zum nördlichen Teil im „Khet Aranyik“ des in mehrere kleinere, dicht zusammenliegende Gebiete unterteilten Geschichtspark Kamphaeng Phet.

## Baugeschichte

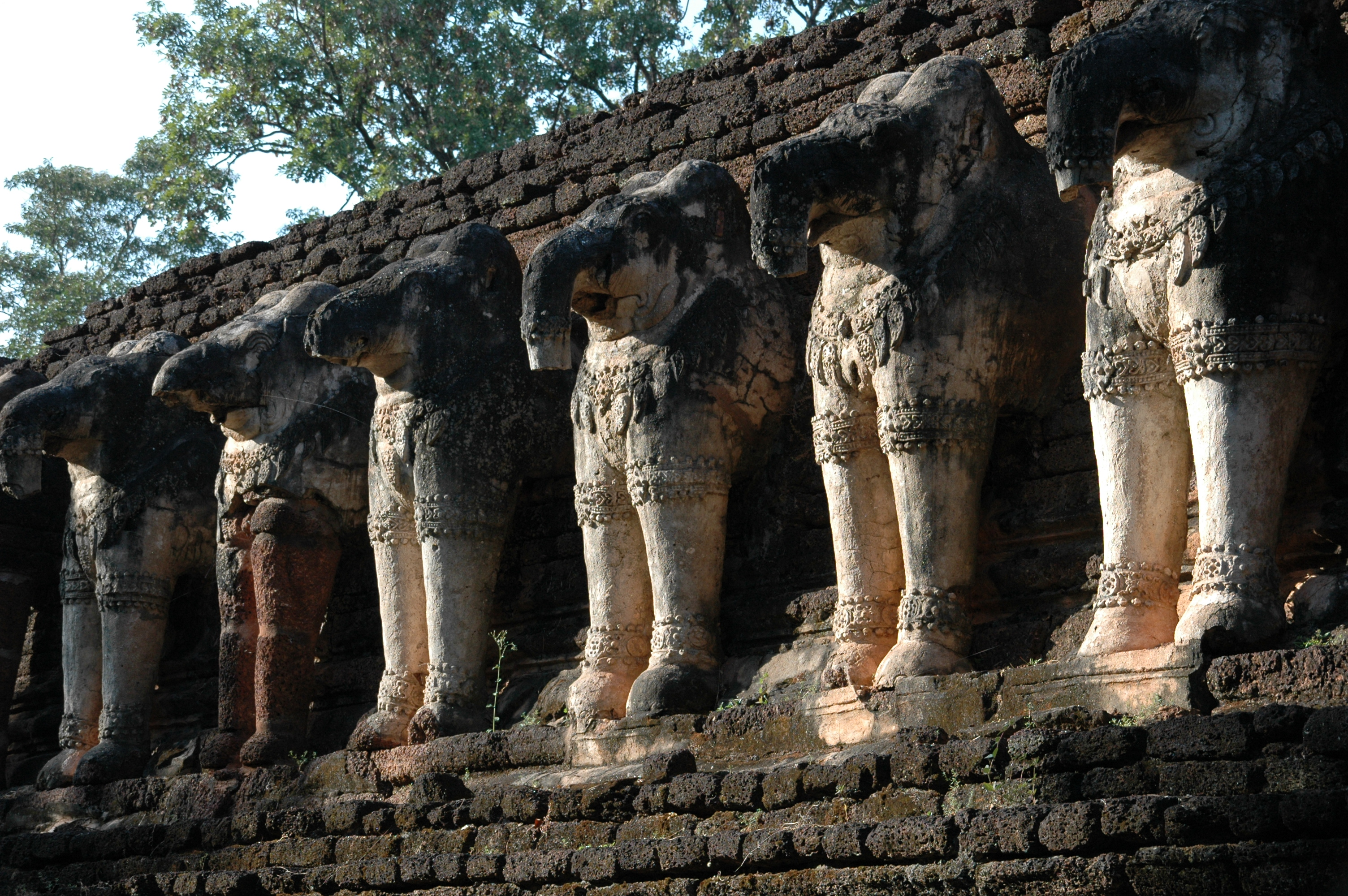
Wat Chang Rop, Detail der Elefantenfiguren

Die Tempelanlage wurde im 15. und 16. Jahrhundert errichtet und diente in der Endphase des Königreichs Sukhothai zur religiösen Festigung des Machtanspruchs.

## Sehenswürdigkeiten
Der Tempel besteht hauptsächlich aus einem Viharn, von dem nur noch die Grundmauern erhalten sind, und der Ruine einer großen Chedi. Die Spitze der Chedi ist abgebrochen, sie hatte aber wahrscheinlich eine Glockenform im Sri-Lanka-Stil. Am obersten erhaltenen Ring lassen sich Spuren von Stuckverzierungen ausmachen.
Sie steht auf einem hohen quadratischen Sockel von 31 Metern Kantenlänge mit vier symmetrisch angeordneten steilen Treppen. Der Sockel ist von 68 Elefantenfiguren umgeben, die mit ihrer vorderen Körperhälfte aus dem Sockel herausragen. Die Elefanten sind aus Laterit, der mit Stuck verkleidet ist. Die feinen Verzierungen sind nur noch auf einer Seite des Bauwerks erhalten. Zwischen den Elefanten befanden sich Stucktafeln mit verschiedenen Darstellungen von Bodhi-Bäumen.